# 總語系
總語系（英語：Macrofamily）在歷史語言學是指能夠包容其所延伸出來語言的較大規模之分類，然而有的時候也會拿來形容如亞非語系這類大型的語系
总语系的例子有东亚语系、大华普语系、大玛雅语系、佩纽蒂安语系、纳德内语系和刚果-撒哈拉语系，较广的假说有南方大语系、德内–高加索语系、欧亚语系、诺斯特拉语系和乌拉尔-阿尔泰语系。